# Uloborus penicillatoides
Uloborus penicillatoides là một loài nhện trong họ Uloboridae.
Loài này thuộc chi Uloborus. Uloborus penicillatoides được miêu tả năm 1997 bởi Xie et al..